# Böllberg/Wörmlitz
Böllberg/Wörmlitz ist ein Stadtteil der Stadt Halle (Saale) in Sachsen-Anhalt, Deutschland.

## Lage
Die beiden ehemaligen Fischerdörfer Böllberg und Wörmlitz an der Saale befinden sich südlich der ehemaligen Amtsstadt Glaucha. Das direkt vor dem Hamstertor gelegene Dörfchen Böllberg wurde dabei deutlich stärker überprägt und wird heute von der ausgedehnten Anlage der Böllberger Mühle dominiert, wohingegen das südlicher gelegene Wörmlitz seinen Dorfcharakter beibehielt. Verbunden werden die beiden Dörfer miteinander und mit der Altstadt durch den Böllberger Weg und seine nördliche Fortsetzung Glauchaer Straße. Böllberg befindet sich hierbei zwischen dem Böllberger Weg und der Saale, Wörmlitz dagegen liegt sich im Zwickel zwischen der Saale und dem Südstadtring. Des Weiteren gehört eine jüngere Neubausiedlung beiderseits der Kaiserslauterner Straße südlich von Wörmlitz zum Stadtteil. Von zwei Saalearmen wird westlich von Böllberg die Rabeninsel eingeschlossen, die bis in die 1990er Jahre von Böllberg/Wörmlitz aus nur über eine Fähre zu erreichen war, aber mittlerweile durch eine feste Brücke angebunden ist. Östlich des Stadtteils entstand in der zweiten Hälfte des 20. Jahrhunderts die ausgedehnte Südstadt, die sich bis an die besagten Straßen hin ausdehnt. Im Südosten grenzt der Stadtteil an den in den 1980er Jahren erbaute Großwohnsiedlung Silberhöhe.

## Geschichte
Trotz der Nähe zur Altstadt von Halle werden die Dörfer erst im Hochmittelalter erwähnt. Böllberg heißt um 1272 Belberge. Die Böllberg zugeschriebene urkundliche Erwähnung eines Boliboris im Jahr 1012 kann nicht dieses Dorf sein, da es weder wie dieses Boliboris zum Bistum Merseburg gehörte, noch irgendeiner der zahlreichen anderen genannten Orte der Urkunde in der Nähe lag.
Wörmlitz ist erstmals um das Jahr 1121 als Wurmelice greifbar. Auch hier hat die Ortsnamenforschung bisher kein überzeugendes Ergebnis gebracht, konstruiert eine umfangreiche Verformung des Ortsnamens. 1184 ist erstmals ein zweites Dorf Wörmlitz belegt, so dass in minor und maior Wermelitz unterschieden wird. Dieses Klein-Wörmlitz (urkundlich auch parvo Wrmeliz) scheint einen schweren Stand gehabt zu haben, wird mehrfach als Wüstung angedeutet, so dass Erich Neuß annimmt, dass es schon vor 1371 wüst fiel, doch scheint es auch weiterhin bestanden zu haben, denn es soll erst 1636 endgültig zerstört worden sein, so dass es nicht wieder aufgebaut wurde. Es befand sich im Bereich der heutigen Angerstraße. Wichtig war der weiße Wörmlitzer Sandstein, aus dem im Mittelalter öffentliche und private Gebäude in Halle errichtet wurden, und der als Wormenitzer ein fester Begriff wurde.
Böllberg und Wörmlitz gehörten zum Amt Giebichenstein im Saalkreis des Erzstifts Magdeburg. 1680 kamen beide Orte mit dem Saalkreis zum Herzogtum Magdeburg unter brandenburg-preußischer Herrschaft. Mit dem Frieden von Tilsit wurden Böllberg und Wörmlitz im Jahr 1807 dem Königreich Westphalen angegliedert und dem Distrikt Halle im Departement der Saale zugeordnet. Die Orte kamen zum Kanton Glaucha. Nach der Niederlage Napoleons und dem Ende des Königreichs Westphalen befreiten die verbündeten Gegner Napoleons Anfang Oktober 1813 den Saalkreis. Bei der politischen Neuordnung nach dem Wiener Kongress 1815 wurden Böllberg und Wörmlitz im Jahr 1816 dem Regierungsbezirk Merseburg der preußischen Provinz Sachsen angeschlossen und dem Saalkreis zugeordnet.
Am 17. Oktober 1928 wurden die Landgemeinden Böllberg und Wörmlitz mit dem Gutsbezirk Wörmlitz zur neuen Landgemeinde Wörmlitz-Böllberg zusammengeschlossen, die am 15. Juli in den Stadtkreis Halle umgegliedert und am 1. Juli 1950 nach Halle (Saale) eingemeindet wurde.

## Sehenswürdigkeiten
Zwar ist das prägnanteste Bauwerk des Stadtteils der Wasserturm der Böllberger Mühle, der wie ein Bergfried emporragt und auch aus größeren Entfernungen sichtbar ist, doch ist die Böllberger Kirche St. Nikolaus das kulturhistorisch bedeutendste Bauwerk und wurde in die Touristikroute Straße der Romanik aufgenommen, da sie ein Beispiel für eine der wenigen erhaltenen turmlosen und kleinen romanischen Kirchen darstellt. Sie wird in das späte zwölfte Jahrhundert datiert. Der eigentliche Kern des Dorfes Böllberg befindet sich südlich der Böllberger Mühle bzw. der Böllberger Kirche. wo sich am Dorfplatz u. a. ein Gasthof des 18. Jahrhunderts befindet. Südlich des Seniorenheims stehen drei Steine, die im Volksmund Müllersteine heißen und für Kreuzsteine gehalten werden.
Wörmlitz behielt weitgehend sein dörfliches Aussehen mit Gehöften entlang der Straßen, doch entstand im 19. Jahrhundert in der Saaleaue die zehnbogige Eisenbahnbrücke Wörmlitz der Strecke Halle-Kassel über die Saale mit dem Bahndamm. Der wuchtige Westturm der Kirche St. Petrus stammt ebenfalls aus dem zwölften Jahrhundert.

## Persönlichkeiten
- Otto Unger (1893–1938), kommunistischer Parteifunktionär

## Galerie

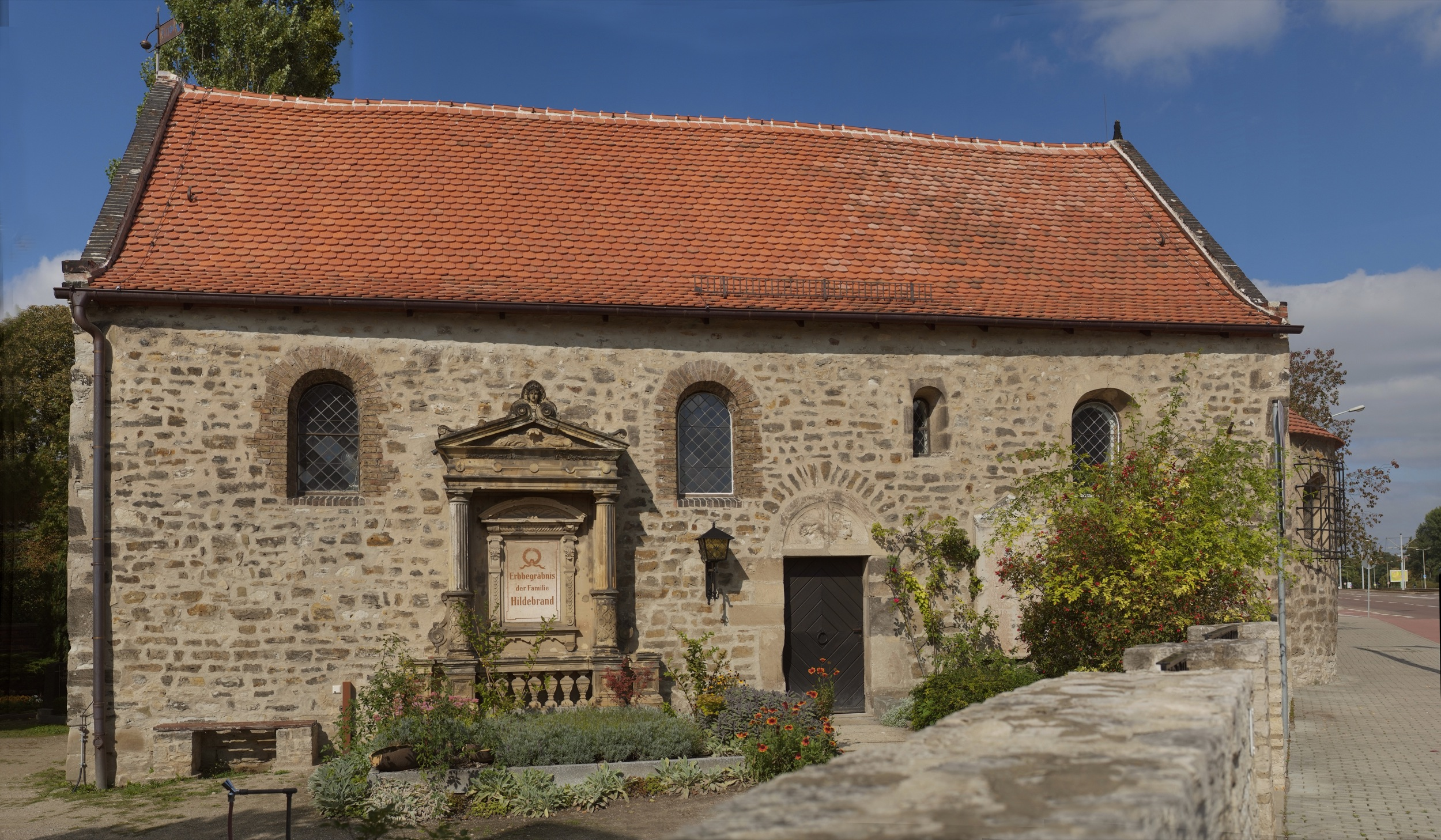
St. Nikolaus Böllberg
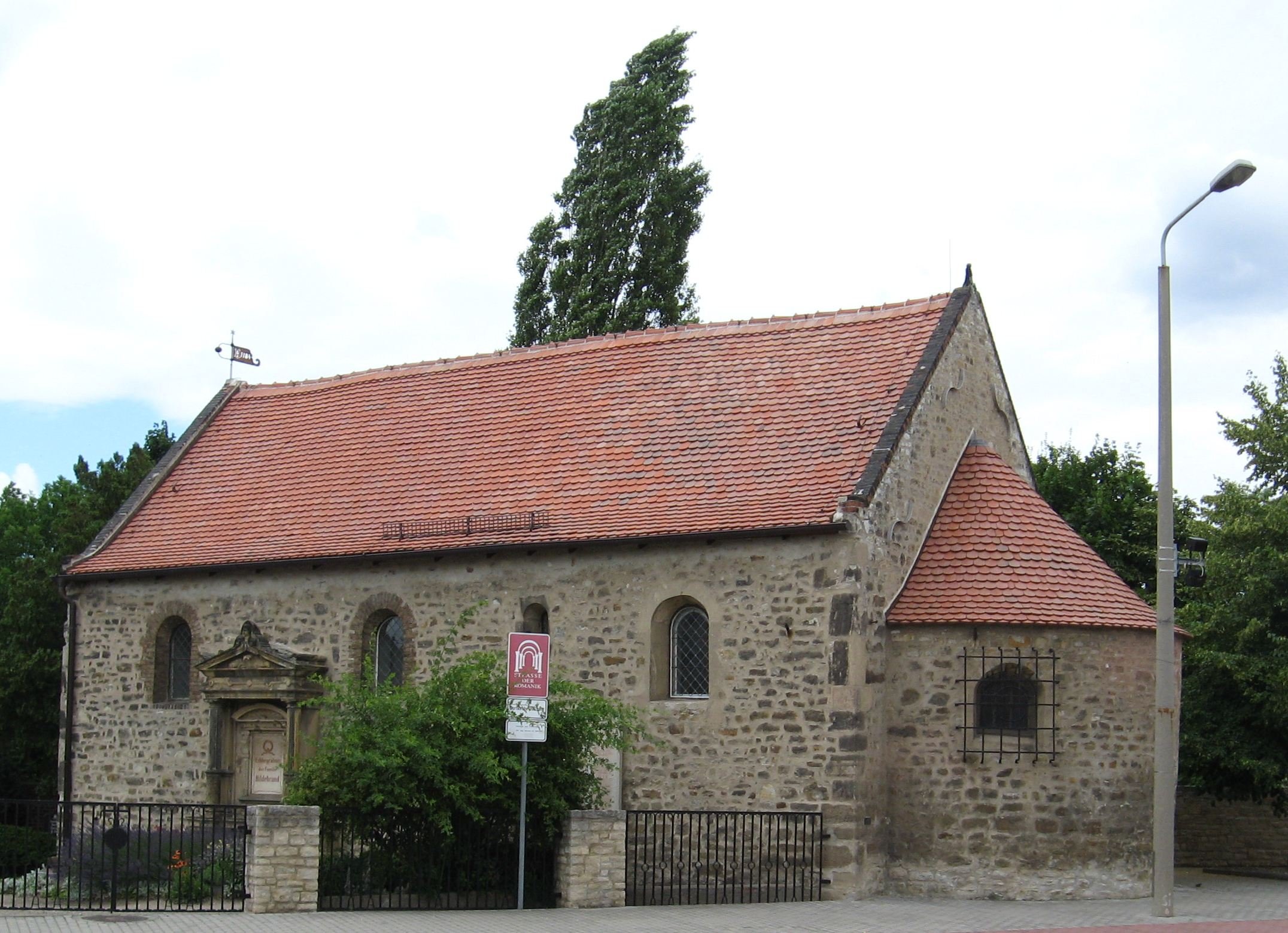
St. Nikolaus Böllberg
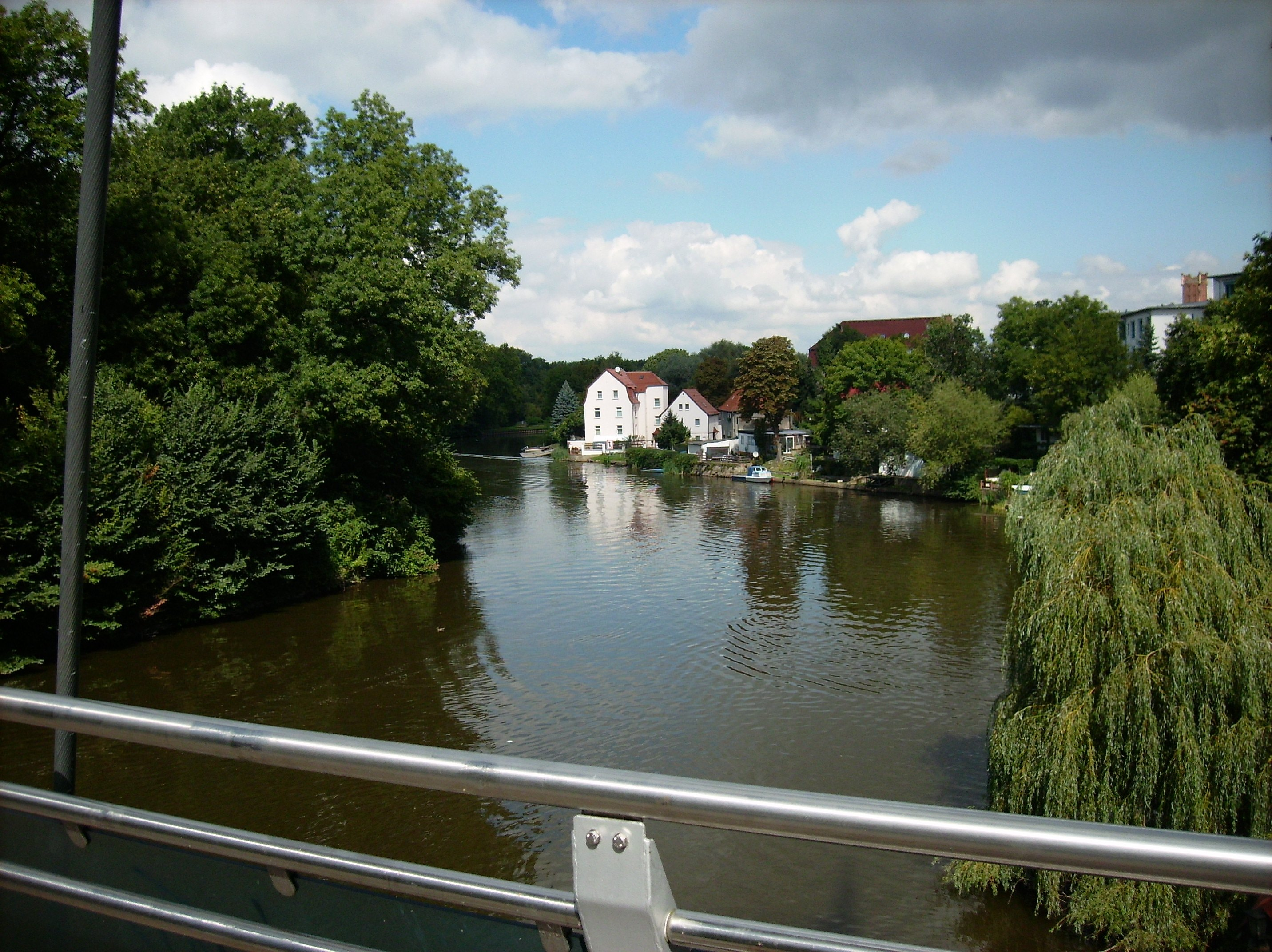
Saaleblick Böllberg
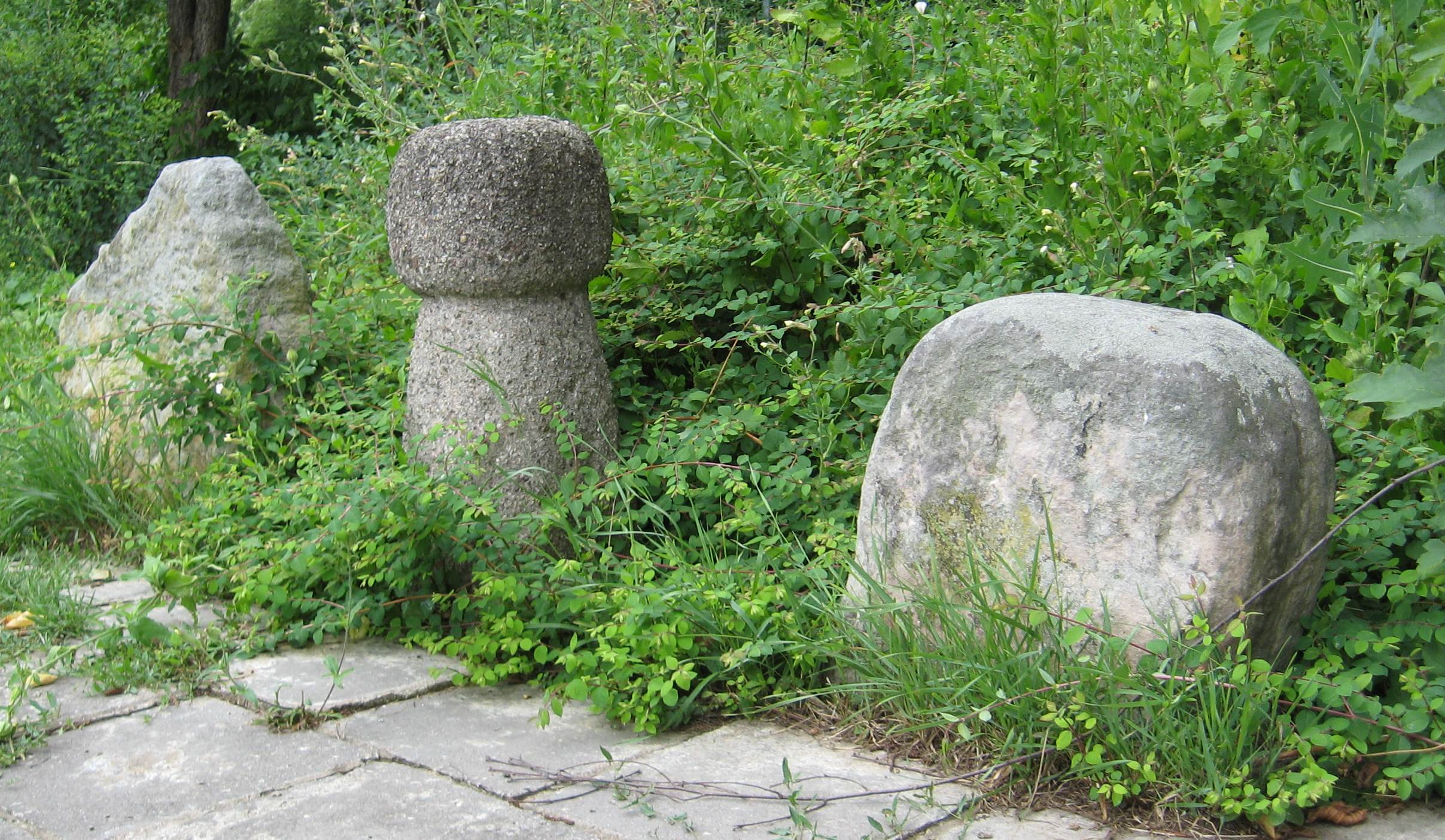
Müllersteine Böllberg
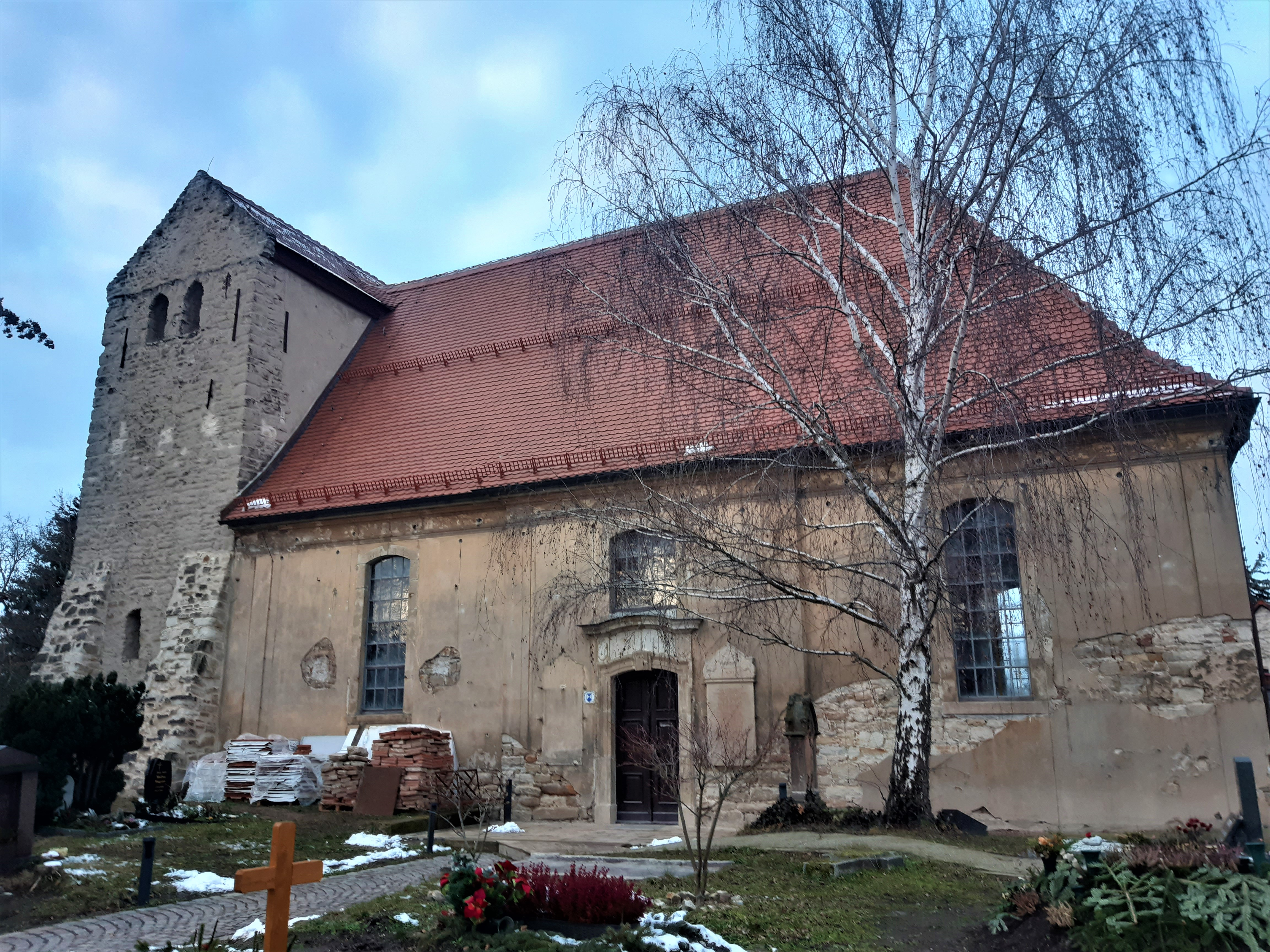
St. Petrus Wörmlitz, Nordseite
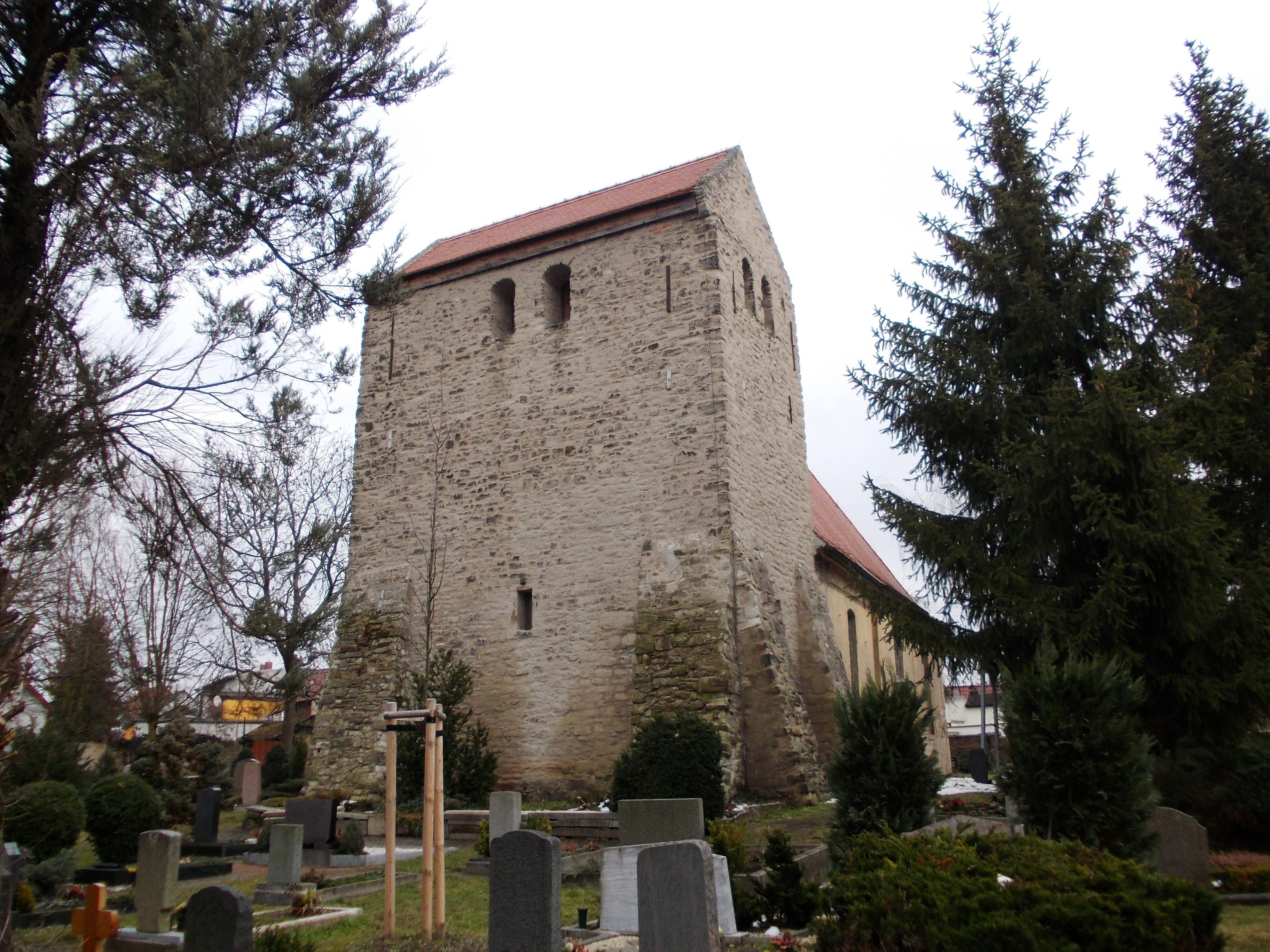
St. Petrus Wörmlitz, Westquerturm
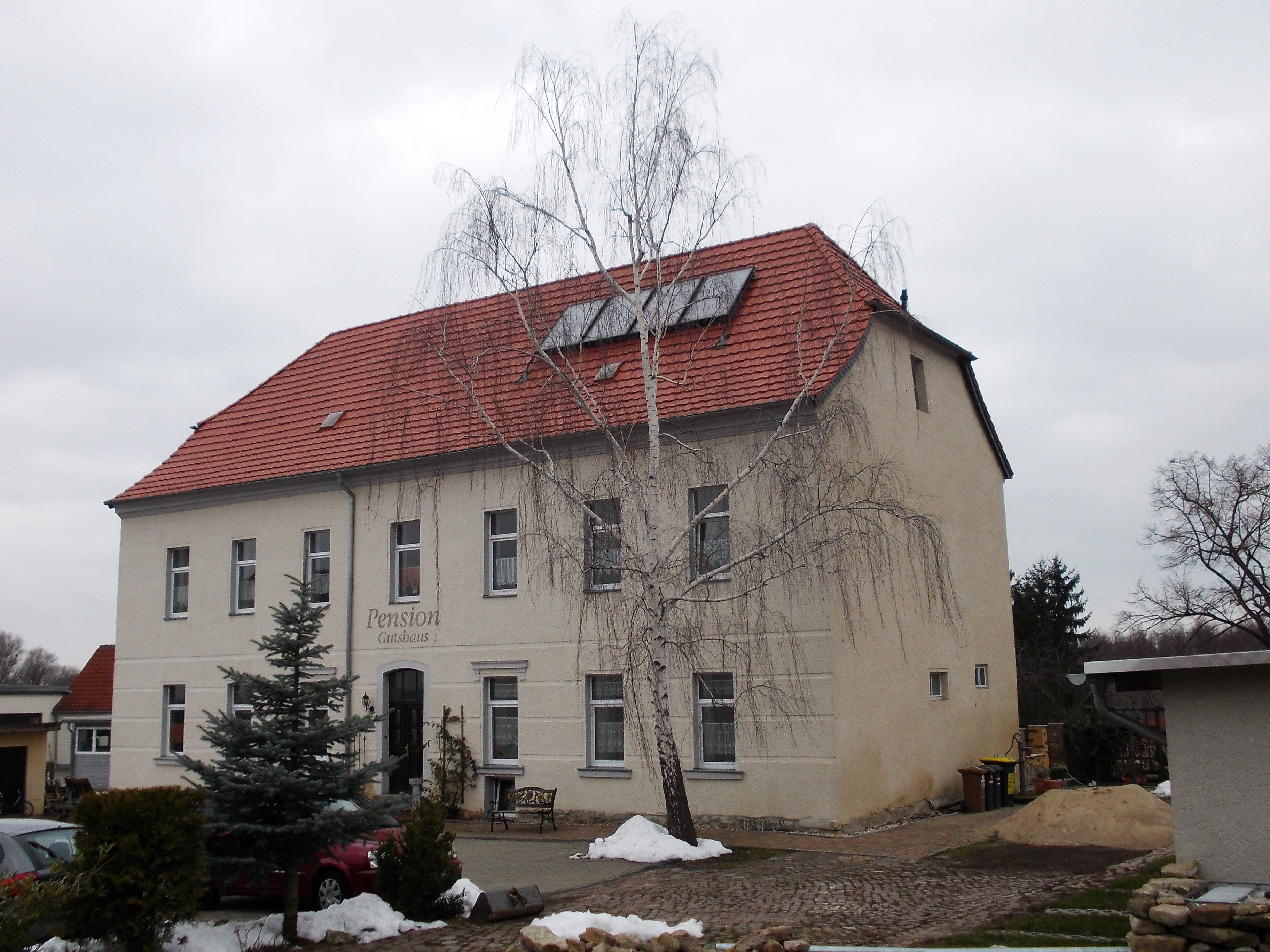
Gutshaus Wörmlitz
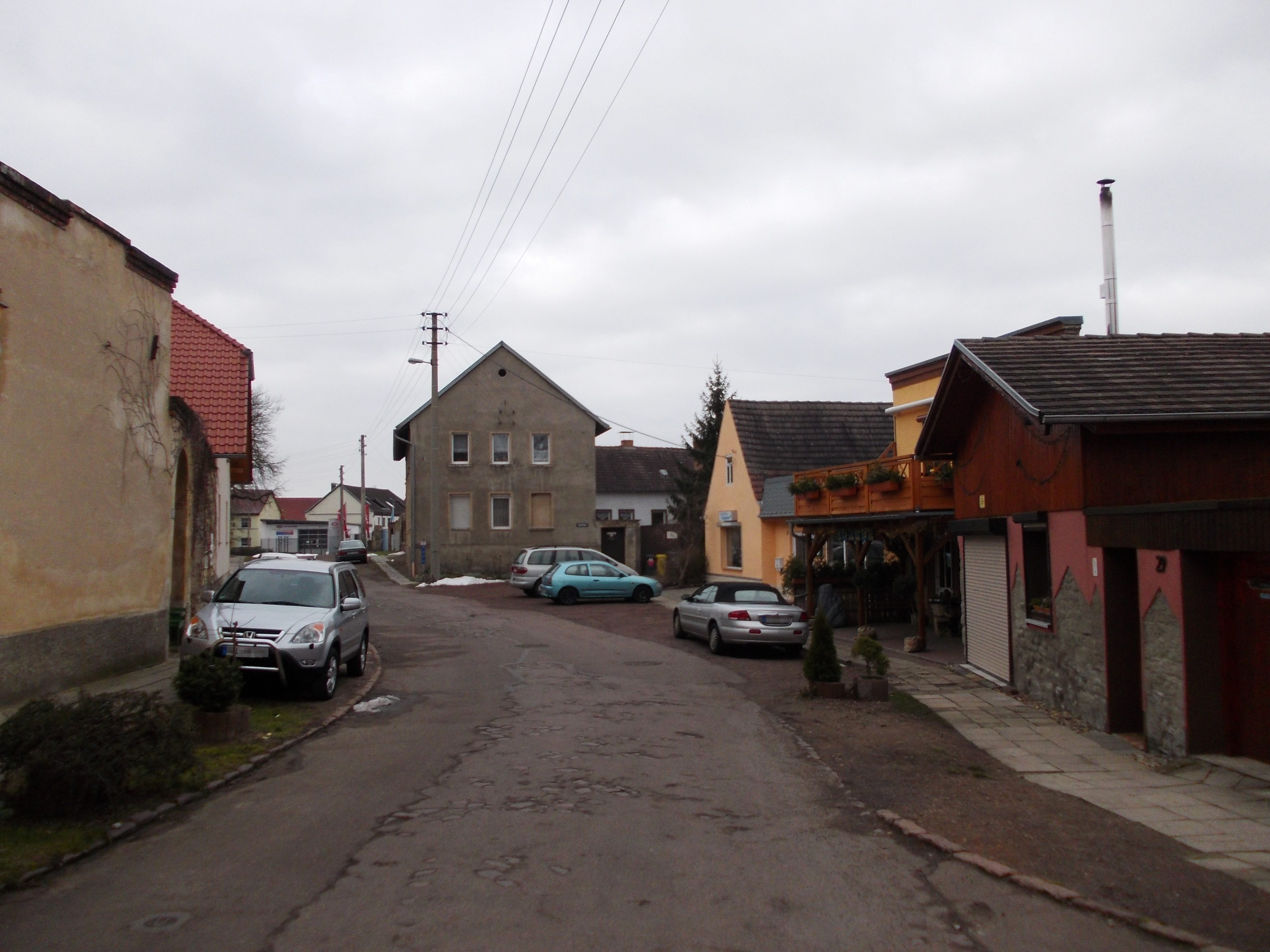
Richard-Schatz-Straße, Wörmlitz
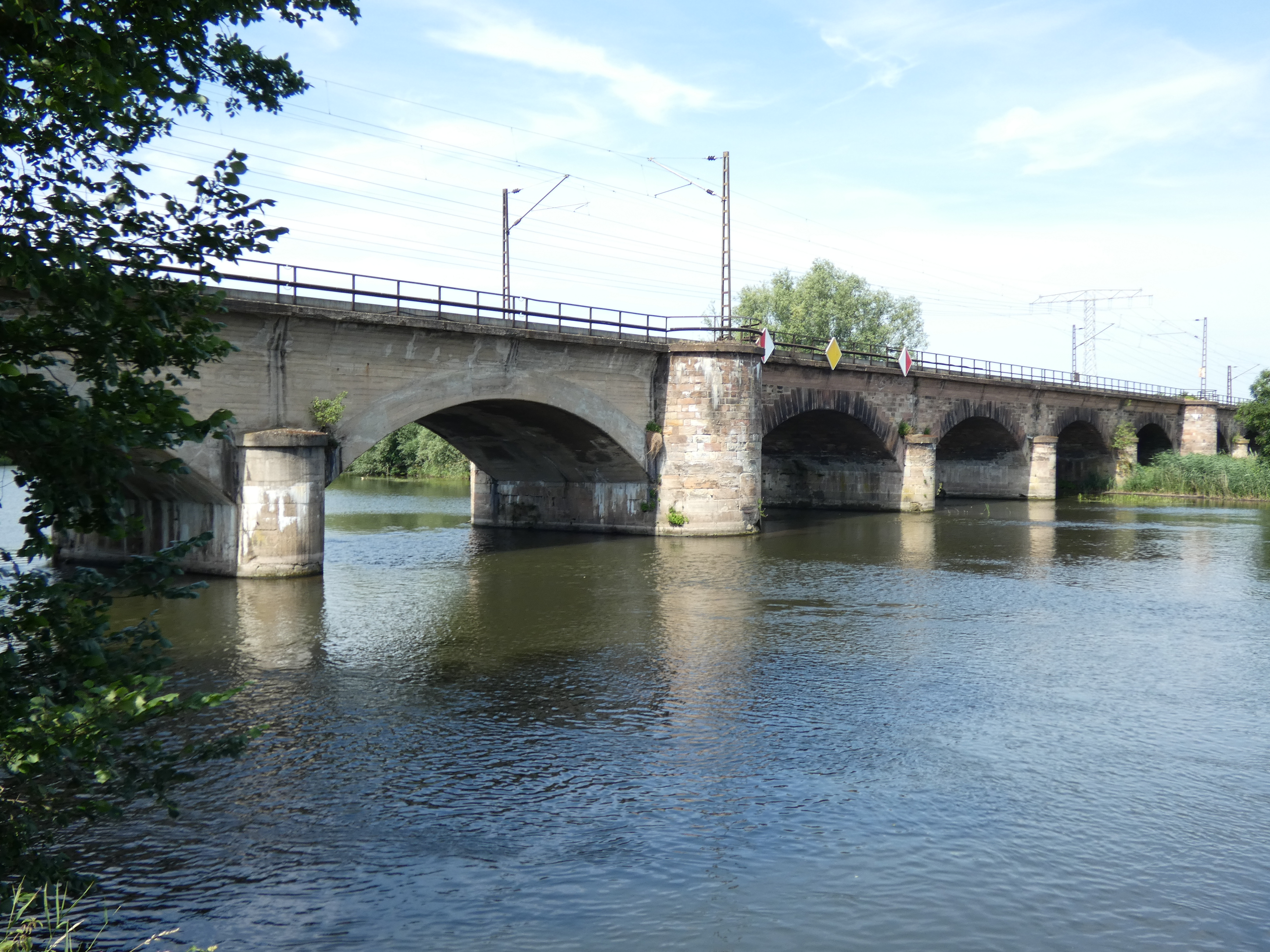
Eisenbahnbrücke Wörmlitz
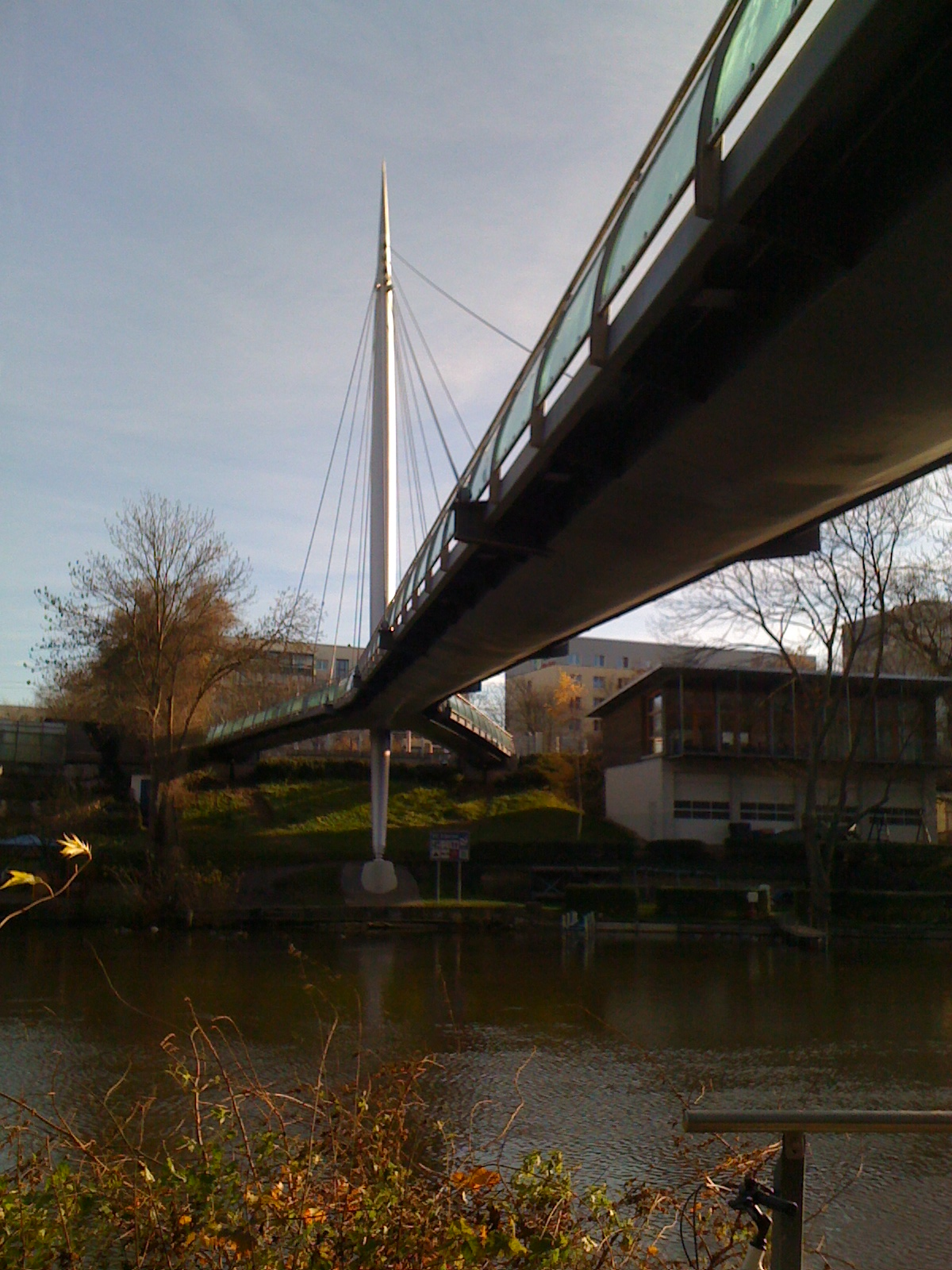
Rabeninselbrücke
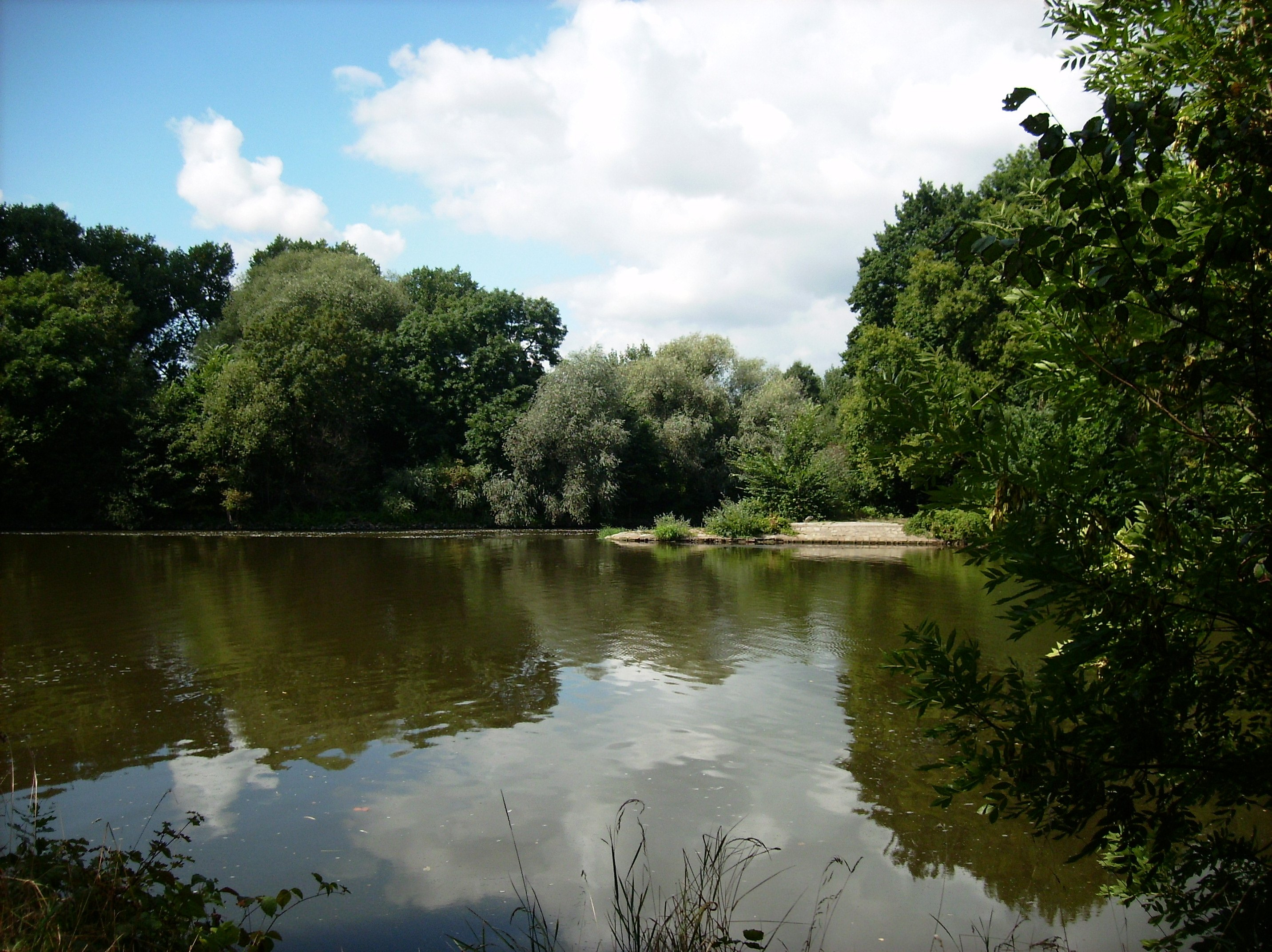
Saaleufer Rabeninsel
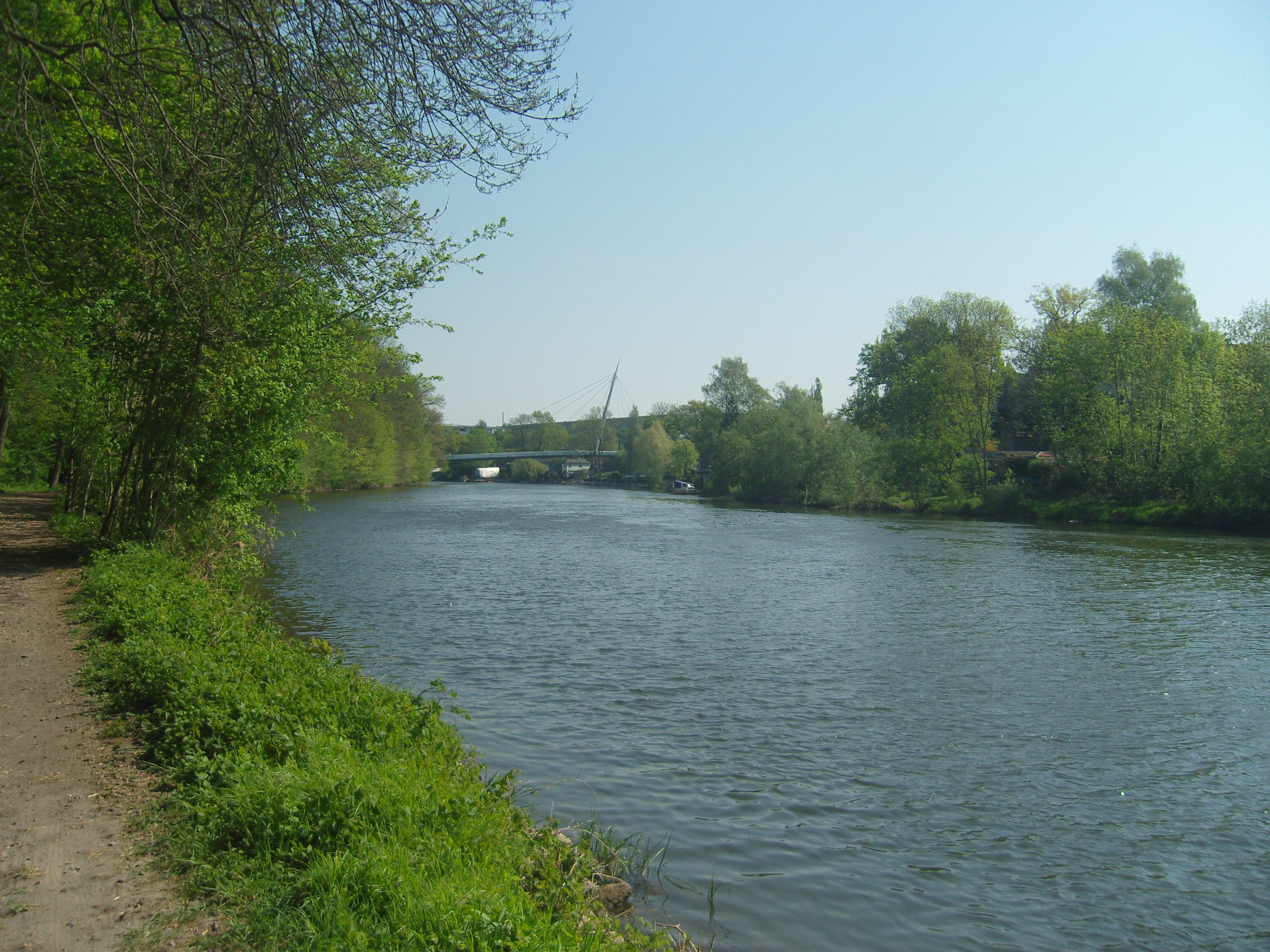
Saaleufer Rabeninsel